# Publiusz Papiniusz Stacjusz
Publiusz Papiniusz Stacjusz (ok. 45–96) – poeta rzymski, urodzony w Neapolu, związany z dworem cesarza Domicjana. Utracił względy cesarza po opublikowaniu dzieła poświęconego wojnie z Germanami (De bello Germanico), po czym powrócił do Neapolu, gdzie zmarł. Zachowały się następujące utwory Stacjusza:
- Thebais lub Tebaida - poemat opisujący walkę synów Edypa o panowanie w Tebach
- Achilleis - poemat o dziejach Achillesa
- Silvae - zbiór wierszy o różnej tematyce, zawierający również panegiryki na cześć Domicjana.

## Odbiór poezji Stacjusza
Poeta wpływowy i popularny aż do XIX wieku, odkąd jego sława przyćmiona została zarzutami o wtórność i powierzchowność. Pamiętany nadal dzięki obecności w Boskiej komedii Dantego, gdzie spotyka Wirgiliusza oddając mu hołd (tak jak w ostatnich wierszach swojej Tebaidy). Próbę reinterpretacji anty-psychologicznej stylistyki postaci literackich Stacjusza podjął m.in. C.S. Lewis wskazując na nowy, alegoryczny kierunek w budowaniu postaci literackich poety. O ile Lewis uważa, że Stacjusz tworzy 'zalążek' alegorii, coraz częściej słyszy się dziś opinie rehabilitujące stylistykę Stacjusza jako poważnie twórczy element estetyki alegorycznej, chętnie naśladowaną już w średniowieczu i aż do ok. 1800 roku.

## Wpływ w Polsce
Szczególną popularność zdobył pomysł silva rerum zainspirowany m.in. zbiorem wierszy Silvae; rozwijając się w literaturze staropolskiej jako odrębny gatunek sylwa, uprawiany nie tylko przez najznakomitszych pisarzy, jak Andrzej Frycz Modrzewski, ale i powszechnie, w bogatszych domach, gdzie mieszał się z pamiętnikarstwem.

## Tłumaczenia polskie
- [1996] Stacjusz (Publius Papinius Statius): Tebaida: epopeja bohaterska w dwunastu pieśniach przełożył, wstępem i komentarzem opatrzył Mieczysław Brożek; Polska Akademia Umiejętności; Biblioteka Przekładów z Literatury Starożytnej (tom: 10).
- [1971] „Sylwy” Stacjusza, Hanna Szelest, Wrocław, Zakład Narodowy im. Ossolińskich,(Archiwum Filologiczne 23), 123 s.
- [1996] Stacjusz (Publius Papinius Statius): Sylwy: zbiór wierszy; przekład i komentarz Mieczysław Brożek, Zakład Narodowy im.Ossolińskich, Wrocław; Biblioteka Przekładów z Literatury Antycznej (tom: 32).
- [2010] Sylwy; Publiusz Papiniusz Stacjusz ; wstęp, przekład, przypisy Stanisław Śnieżewski; Polska Akademia Umiejętności, 154 s. ISBN 978-83-7676-029-2.